# ヒメホシカメムシ
ヒメホシカメムシ Physopelta parviceps はカメムシ目の昆虫の1つ。暗んだ赤の体に黒い大きな斑紋を1対持つ。そっくりなものにオオホシカメムシがある。

## 特徴
体長は約12mm。全体としては暗赤色に前翅の鞘翅部に黒い斑紋があるのが目立つ。頭部は複眼と共に黒く、単眼はない。触角は4節からなり、全体に黒いが第4節の基部側半分ほどが黄白色をしている。第1節と第2節はほぼ長さが等しく、第3節が最も短く、第4節が最も長い。前胸背は赤みを帯びた黒で、前と横の縁沿いは暗朱色になっており、また側面はあまり丸みを帯びず、前半部は隆起しているがさほど高く盛り上がってはいない。小楯板は赤みを帯びた黒で、内側はより黒ずんでいる。前翅はその鞘状部が暗朱色で中央に大きくて丸い黒い斑紋があり、より小さな刻斑がその先端近くにある。膜状部は基部が赤黒い他は全体に黒い。体の下面や歩脚も朱黒色となっているが、側面の縁は赤みを帯び、また歩脚の基部は色が淡い。第1脚の腿節はその先端側半分ほどの内側に棘状突起が並び、特に雄ではよく発達している。

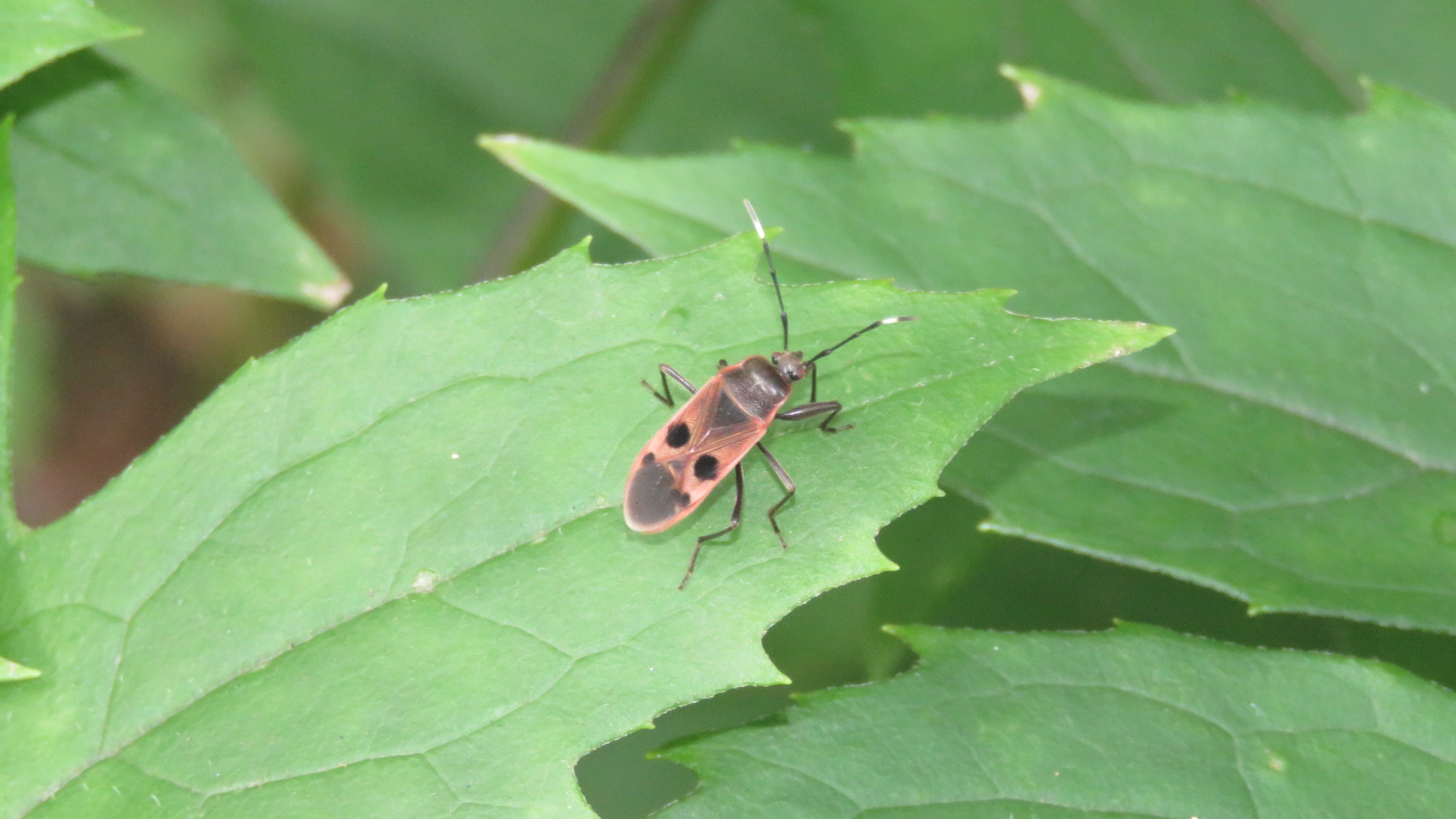
葉の上の姿
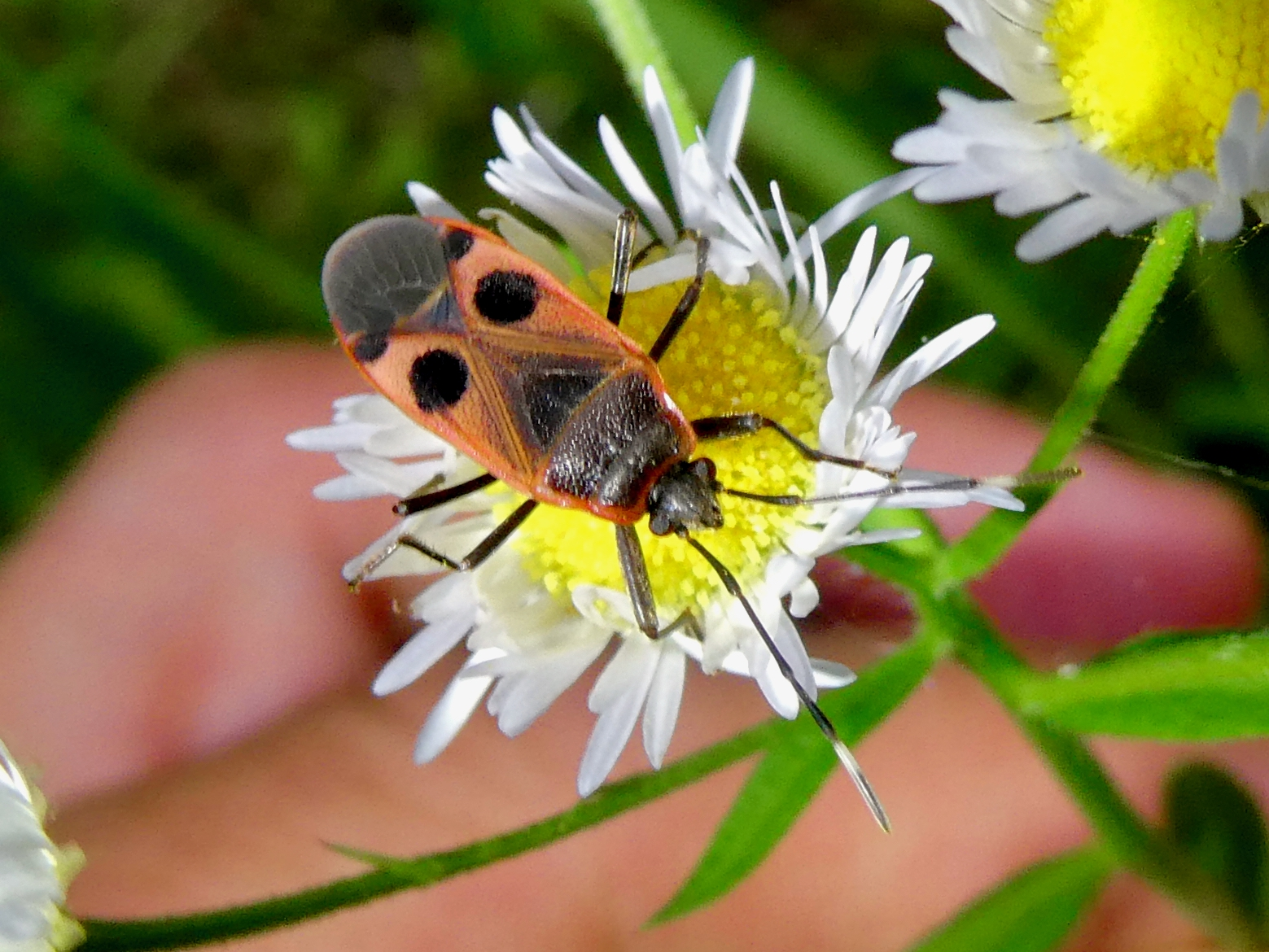
ヒメジョオン上の姿

## 習性など
宿主とする植物は主としてアカメガシワであるが、他にシイ、クワ、コウゾなどの花や実に集まることもあり、また燈火にもよく集まる。

## 分布
日本では本州、四国、九州、対馬、および南西諸島の宮古島までに知られる。以前はそれ以南、および国外ではインドまで分布するとされていたが、後述のようにそれぞれ別種と判明している。

## 類似種

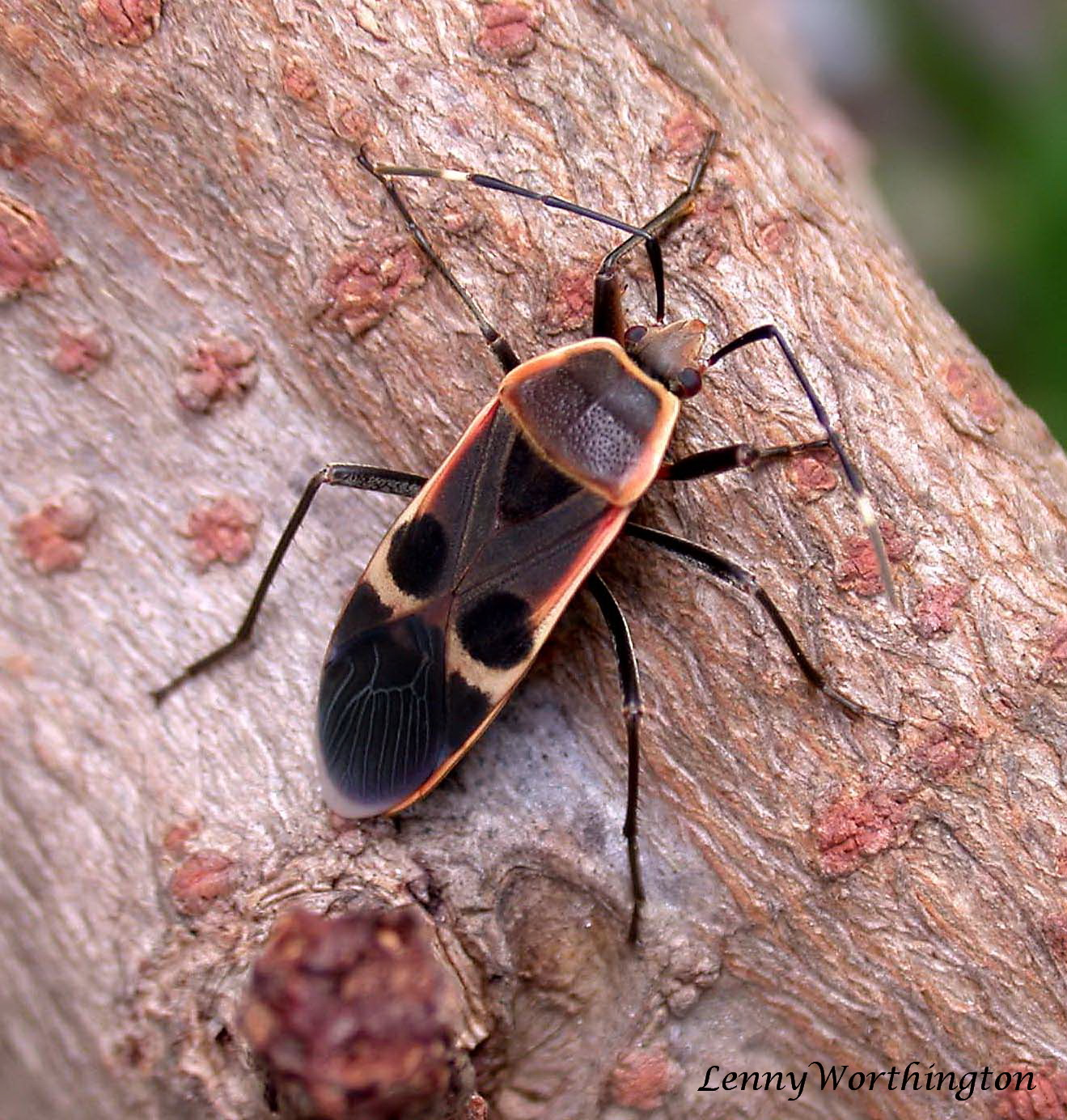
オオホシカメムシ

本種はその外見がオオホシカメムシ P. gutta にきわめてよく似ている。ただし大きさが全く異なり(この種は18mmほど)、比較するまでもなく見分けがつく。細部には違いもあり、たとえばこの種では前胸背の輪郭が丸みを帯び、また前半部は強く盛り上がる。また前翅の黒い斑紋は本種の方がやや小さくなっている。どちらの種も本州以南でよく見られるが、本種の方が数は多い。
本種はかつて P. cincticollis の学名で扱われ、その分布域はインドにまで及ぶとされてきたが、現在はアジアのものとは別種と判明し、上記の学名で扱われている。ただし従来の学名に当たるものも南西諸島にはいるかも知れないとのこと。さらに安永他(1993)では本種に関して『南に行くほど赤みが強く』なる傾向があるとし、西表島産のものの写真を掲載しているが、現在ではこれは別種と判明し、アカヒメホシカメムシ P. slanbuschii とされている。

## 利害
オオホシカメムシと共に果実の汁を吸うことがあり、高知県ではウンシュウミカンに飛来することがあるが、被害そのものは大きくない。